# 403-as busz (2017–2019)
A 403-as jelzésű autóbusz Budapest, Stadion autóbusz-pályaudvar és Tura, vasútállomás, illetve Tura, vasútállomás és Gödöllő, autóbusz-állomás között közlekedett Aszód érintésével, 1-1 indulással. A járatot a Volánbusz üzemeltette.

## Megállóhelyei
| 0                             | Budapest, Stadion autóbusz-pályaudvar induló végállomás Tura felé | ∫  | |
| 8                             | Budapest, Kacsóh Pongrác út                                       | ∫  | 1, 1A, 3, 69 72, 74, 74A 25, 32, 225 396, 397, 398, 399, 402, 412, 414, 422, 424, 432, 434, 435, 436, 437, 438, 439, 442 1020, 1021, 1024, 1031, 1034, 1037, 1039, 1040, 1044, 1045, 1046, 1049, 1050, 1052, 1053, 1054, 1063, 1066, 1067, 1068, 1069, 1076 |
| 15                            | Budapest, Szerencs utca                                           | ∫  | 96, 124, 225, 296, 296A 396, 397, 398, 399, 402, 412, 414, 422, 424, 432, 434, 435, 436, 437, 438, 439, 442 1020, 1021, 1024, 1031, 1034, 1037, 1039, 1040, 1044, 1045, 1046, 1049, 1050, 1052, 1053, 1054, 1063, 1066, 1067, 1068, 1069, 1076              |
| Budapest közigazgatási határa |                                                                   |    | |
| 32                            | Gödöllő, Haraszti út                                              | ∫  | 402, 412, 422, 442, 450, 451, 452, 453, 454, 455, 464 1052, 1076 |
| 33                            | Gödöllő, Idősek Otthona                                           | ∫  | 402, 412, 422, 432, 442, 450, 451, 452, 453, 454, 455, 464 1052, 1076 |
| 34                            | Gödöllő, Széchenyi István utca                                    | ∫  | 402, 412, 422, 432, 442, 450, 451, 452, 453, 454, 455, 464 1052, 1076 |
| 37                            | Gödöllő, szökőkút                                                 | ∫  | 317, 324, 402, 412, 422, 432, 442, 446, 447, 448, 450, 451, 452, 453, 454, 455, 464, 466, 470, 471, 472, 473, 474, 475, 476, 477, 478, 479 1052, 1076 |
| 39                            | Gödöllő, autóbusz-állomás érkező végállomás Tura felől            | 58 | 317, 324, 402, 405, 406, 407, 410, 412, 422, 426, 430, 432, 440, 441, 442, 444, 446, 447, 448, 450, 451, 452, 454, 455, 461, 463, 464, 465, 466, 468, 469, 470, 471, 472, 473, 474, 475, 476, 477, 478, 479 1040, 1049, 1052, 1076, 1077, 1078              |
| 47                            | Gödöllő, Egyetem                                                  | 56 | 402, 405, 406, 407, 410, 412, 422, 426, 430, 432, 461, 463, 468, 469, 470, 471, 472, 474 |
| 50                            | Gödöllő, Máriabesnyő vasúti megállóhely bejárati út               | 53 | 402, 405, 406, 407, 410, 412, 422, 426, 430, 432, 461, 463, 469, 474 S80 InterRégió |
| 55                            | Domonyvölgy                                                       | 48 | 402, 405, 406, 407, 410, 412, 422, 426, 430, 432, 461 1040, 1049, 1052 |
| 60                            | Bagi elágazás                                                     | 43 | 402, 405, 406, 407, 408, 409, 410, 412, 422, 424, 426, 430, 432, 434, 435, 436, 437, 438, 439, 458, 461 1040, 1049, 1052 |
| 61                            | Aszód, Pesti út                                                   | 42 | 408, 409, 422, 424, 426, 458, 461 |
| 63                            | Aszód, Kossuth Lajos utca 2.                                      | 40 | 342, 347, 348, 408, 409, 410, 412, 422, 424, 426, 428, 430, 432, 434, 435, 436, 437, 438, 439, 457, 458, 459, 460, 461 1040, 1049, 1052 |
| 65                            | Aszód, művelődési ház                                             | 38 | 342, 408, 409, 422, 424, 426, 428, 436, 457, 458, 459, 461 |
| 67                            | Aszód, vasútállomás bejárati út                                   | 36 | 342, 347, 348, 408, 409, 410, 412, 422, 424, 426, 428, 430, 434, 436, 437, 438, 439, 457, 458, 459, 460, 461 |
| 68                            | Aszód, művelődési ház                                             | 34 | 342, 408, 409, 422, 424, 426, 428, 436, 457, 458, 459, 461 |
| 70                            | Aszód, Kossuth Lajos utca 2.                                      | 32 | 342, 347, 348, 408, 409, 410, 412, 422, 424, 426, 428, 430, 432, 434, 435, 436, 437, 438, 439, 457, 458, 459, 460, 461 1040, 1049, 1052 |
| 72                            | Aszód, Pesti út                                                   | 30 | 408, 409, 422, 424, 458, 461 |
| 73                            | Bagi elágazás                                                     | 29 | 402, 405, 406, 407, 408, 409, 410, 412, 422, 424, 426, 430, 434, 435, 436, 437, 438, 439, 458, 461 1040, 1049, 1052 |
| 74                            | Bag, Dózsa György út 8.                                           | 28 | 400, 402, 405, 406, 407, 408, 409, 424, 434, 435, 436, 437, 438, 439 |
| 75                            | Bag, Malom vendéglő                                               | 27 | 400, 402, 405, 406, 407, 408, 409 |
| 76                            | Bag, kultúrház                                                    | 25 | 400, 402, 405, 406, 407, 408, 409 |
| 77                            | Bag, községháza                                                   | 24 | 400, 402, 405, 406, 407, 408, 409 |
| 78                            | Bag, 3-as km-kő                                                   | 23 | 400, 402, 405, 406, 407, 408, 409 |
| 79                            | Hévízgyörk, gyógyszertár                                          | 22 | 400, 402, 405, 406, 407, 408, 409 |
| 81                            | Hévízgyörk, községháza                                            | 20 | 400, 402, 405, 406, 407, 408, 409 |
| 82                            | Hévízgyörk, posta                                                 | 19 | 400, 402, 405, 406, 407, 408, 409 |
| 84                            | Hévízgyörk, Hajnal utca                                           | 17 | 400, 402, 405, 406, 407, 408, 409 |
| 85                            | Galgahévíz, 7-es km-kő                                            | 15 | 400, 402, 405, 406, 407, 408, 409 |
| 86                            | Galgahévíz, kegyeleti park                                        | 14 | 400, 402, 405, 406, 407, 408, 409 |
| 87                            | Galgahévíz, községháza                                            | 13 | 400, 402, 405, 406, 407, 408, 409 |
| 89                            | Galgahévíz, Ady Endre utca                                        | 11 | 400, 402, 405, 406, 407, 408, 409 |
| 90                            | Galgahévíz, Fő út 289.                                            | 10 | 400, 402, 405, 406, 407, 408, 409 |
| 91                            | Tura, Galgahévízi utca 2.                                         | 8  | 400, 402, 405, 406, 407, 408, 409 |
| 92                            | Tura, József Attila utca                                          | 7  | 400, 402, 405, 406, 407, 408, 409 |
| 93                            | Tura, Magdolna utca                                               | 6  | 400, 402, 405, 406, 407, 408, 409 |
| 94                            | Tura, Tabán út                                                    | 5  | 400, 402, 405, 406, 407, 408, 409 |
| 95                            | Tura, Sport utca                                                  | ∫  | 400, 402, 405, 407, 408, 409 |
| 97                            | Tura, Arany János utca                                            | ∫  | 400, 402, 405, 406, 408, 409, 445 |
| 99                            | Tura, Zsámboki utca autóbusz-forduló                              | ∫  | 400, 402, 405, 406, 408, 409, 445 |
| 101                           | Tura, Arany János utca                                            | ∫  | 400, 402, 405, 406, 408, 409, 445 |
| 103                           | Tura, Gábor Áron utca                                             | ∫  | 400, 402, 405, 406, 407, 408, 409, 445 |
| 105                           | Tura, hatvani útelágazás                                          | ∫  | 400, 402, 405, 406, 407, 408, 409, 445 |
| 107                           | Tura, vasútállomás elágazás                                       | ∫  | 400, 402, 405, 406, 408, 445 |
| 108                           | Tura, Éva                                                         | 2  | 400, 402, 405, 406, 408, 445 |
| 110                           | Tura, vasútállomás végállomás                                     | 0  | 400, 402, 405, 406, 408, 445 S80 G80 InterRégió |